# Грабово (Вонгровецький повіт)
Грабово (пол. Grabowo) — село в Польщі, у гміні Голаньч Вонгровецького повіту Великопольського воєводства. Населення — 195 осіб (2011).
У 1975-1998 роках село належало до Пільського воєводства.

## Демографія
Демографічна структура станом на 31 березня 2011 року:
|          | Загалом | Допрацездатний вік | Працездатний вік | Постпрацездатний вік |
| -------- | ------- | ------------------ | ---------------- | -------------------- |
| Чоловіки | 103     | 26                 | 66               | 11                   |
| Жінки    | 92      | 16                 | 48               | 28                   |
| Разом    | 195     | 42                 | 114              | 39                   |